# Chế độ nô lệ tại Hoa Kỳ

Một hình ảnh động hiển thị khi các lãnh thổ và tiểu bang Hoa Kỳ cấm hoặc cho phép chế độ nô lệ, 1789–1861

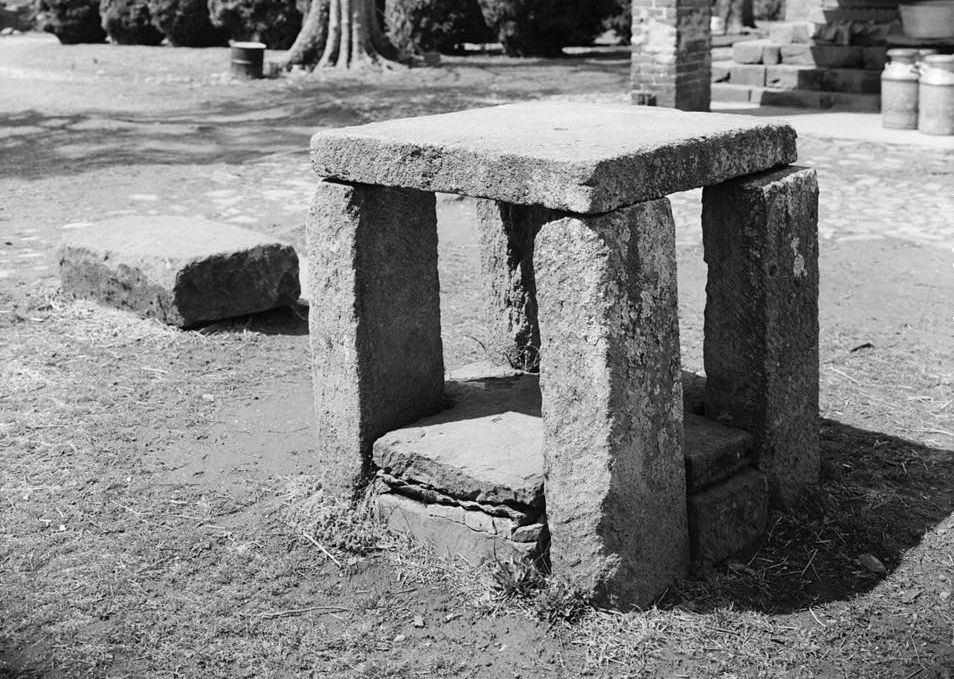
Khối đấu giá nô lệ, Đồn điền Green Hill, quận Campbell, Virginia, Historic American Buildings Survey

Chế độ nô lệ ở Hoa Kỳ là thể chế hợp pháp của việc sở hữu nô lệ như là tài sản, chủ yếu là người châu Phi và người Mỹ gốc Phi, tồn tại ở Hợp chúng quốc Hoa Kỳ trong thế kỷ 18 và 19. Chế độ nô lệ đã được thực hiện ở Anh Mỹ từ những ngày đầu của chế độ thuộc địa, và là hợp pháp trong tất cả Mười ba thuộc địa tại thời điểm Tuyên ngôn độc lập năm 1776. Nó xảy ra trong khoảng một nửa số tiểu bang, kéo dài cho đến năm 1865, khi nó bị cấm trên toàn quốc bởi Tu chính án mười ba. Là một hệ thống kinh tế, chế độ nô lệ phần lớn được thay thế bằng chế độ địa tô và thuê tù nhân lao động.
Vào thời Cách mạng Mỹ (1775-1783), tình trạng nô lệ đã được thể chế hóa thành một đẳng cấp chủng tộc gắn liền với tổ tiên của châu Phi. Khi Hiến pháp Hoa Kỳ được phê chuẩn vào năm 1789, một số lượng tương đối nhỏ người da màu tự do nằm trong số các công dân có quyền bỏ phiếu (các đàn ông có sở hữu tài sản). Trong và ngay sau Chiến tranh Cách mạng, luật bãi bỏ nô lệ đã được thông qua ở hầu hết các bang miền Bắc và một phong trào vận động được phát triển để xóa bỏ chế độ nô lệ. Các bang miền Bắc phụ thuộc vào lao động tự do và tất cả đã xóa bỏ chế độ nô lệ vào năm 1805 (mặc dù không phải tất cả nô lệ miền Bắc đều được trả tự do ngay lập tức). Sự mở rộng nhanh chóng của ngành công nghiệp bông trong vùng cực nam sau khi phát minh ra máy tách sợi bông làm tăng đáng kể nhu cầu lao động nô lệ để hái bông khi tất cả chín cùng một lúc, và các bang miền Nam tiếp tục là xã hội nô lệ. Những quốc gia này đã cố gắng mở rộng chế độ nô lệ vào các lãnh thổ miền Tây mới để giữ phần về quyền lực chính trị của họ trong quốc gia. Các nhà lãnh đạo miền Nam cũng muốn thôn tính Cuba như một lãnh thổ nô lệ. Hoa Kỳ trở nên phân cực hơn bao giờ hết về vấn đề nô lệ, phân chia thành các bang nô lệ và các bang tự do, do tác động phân chia bởi đường phân giới Mason Mason Dixon tách bang Pennsylvania (tự do) ra khỏi bang Maryland (nô lệ).

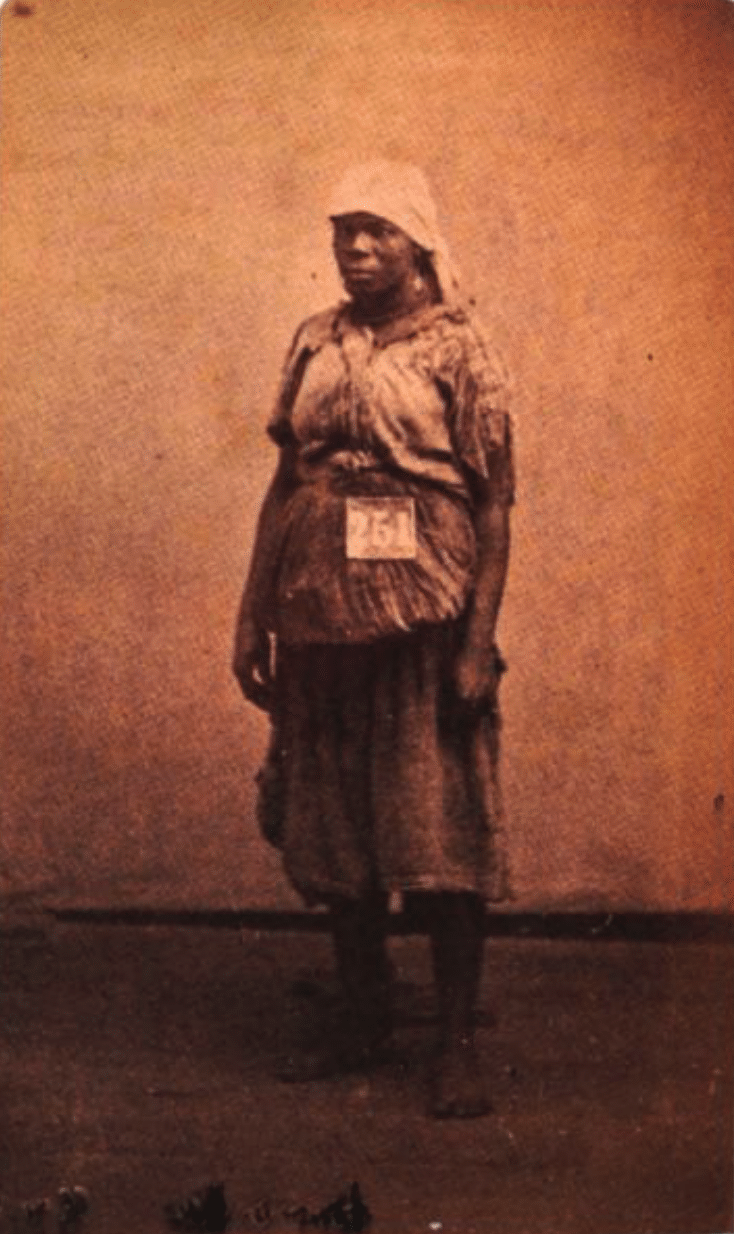

Trong chính quyền Jefferson, Quốc hội cấm việc nhập khẩu nô lệ, có hiệu lực từ năm 1808, mặc dù buôn lậu (nhập lậu) qua lãnh thổ thuộc Tây Ban Nha của Florida là phổ biến.:7 Tuy nhiên, buôn bán nô lệ trong nước vẫn tiếp tục với tốc độ nhanh, thúc đẩy bởi nhu cầu lao động từ việc phát triển các đồn điền trồng bông ở cực Nam nước Mỹ. Hơn một triệu nô lệ đã bị bán từ Thượng Nam, nơi có dư thừa lao động, và bị đưa đến Cực Nam trong một cuộc di cư bắt buộc, chia rẽ nhiều gia đình. Các cộng đồng mới của văn hóa người Mỹ gốc Phi đã được phát triển ở Cực Nam, và tổng dân số nô lệ ở miền Nam cuối cùng đã đạt tới 4 triệu người trước cuộc giải phóng.
Khi Miền Tây được phát triển để định cư, chính quyền các bang miền Nam muốn giữ cân bằng giữa số lượng các bang nô lệ và tự do để duy trì sự cân bằng quyền lực chính trị trong Quốc hội. Lãnh thổ được mua lại từ Anh, Pháp, và Mexico là chủ đề của các thỏa hiệp chính trị chủ yếu. Đến năm 1850, miền Nam với sự giàu có mới nổi nhờ trồng bông, đang đe dọa ly khai khỏi Liên bang, và căng thẳng tiếp tục gia tăng. Nhiều Kitô hữu miền Nam da trắng, bao gồm cả các mục sư nhà thờ, đã cố gắng biện minh cho sự ủng hộ của họ cho chế độ nô lệ như được sửa đổi bởi chủ nghĩa gia trưởng Kitô giáo. Các giáo phái lớn nhất là các giáo hội Báp-tít, Giám lý, và Trưởng lão, bil chia rẽ về vấn đề nô lệ thành các tổ chức tôn giáo theo khu vực của miền Bắc và miền Nam. Khi Abraham Lincoln giành chiến thắng bầu cử 1860 dựa trên nền tảng của việc ngăn chặn sự bành trướng của chế độ nô lệ, bảy tiểu bang đã ly khai để thành lập Liên minh. Sáu bang đầu tiên ly khai nắm giữ số lượng nô lệ lớn nhất ở miền Nam. Không lâu sau, Nội chiến bắt đầu khi các lực lượng Liên minh tấn công Pháo đài Sumter của Quân đội Hoa Kỳ. Tiếp đó, thêm bốn tiểu bang nô lệ đã ly khai theo sau khi Lincoln yêu cầu vũ trang để thực hiện một cuộc tấn công trả đũa. Do các biện pháp của Liên Bang như Đạo luật tịch thu và Tuyên bố giải phóng vào năm 1863, cuộc chiến đã chấm dứt hiệu quả chế độ nô lệ, ngay cả trước khi phê chuẩn Tu chính án thứ mười ba vào tháng 12 năm 1865, chính thức chấm dứt thể chế pháp lý trên khắp Hoa Kỳ.